# Luftstreitkräfte
La Fuerza Aérea Alemana (en alemán: Deutsche Luftstreitkräfte), conocida hasta octubre de 1916 como el Cuerpo Aéreo del Imperio alemán (Die Fliegertruppen des deutschen Kaiserreiches), o simplemente como Die Fliegertruppen, fue el arma aérea del Ejército Alemán durante la Primera Guerra Mundial (1914-1918).
Los aviones más usados fueron los modelos Fokker, Zeppelin-Staaken, DFW, Gotha y Albatros.
Tanto alemanes como austrohúngaros usaban la insignia de la Cruz de hierro en los aeroplanos hasta 1918, antes de ser sustituida por una cruz griega. Al término de la guerra, el servicio fue disuelto el 8 de mayo de 1920 por las condiciones impuestas por el Tratado de Versalles (1919), dando lugar a la destrucción de todos los aeroplanos.

## Aeronaves

### Cazas
- Pfalz D.III
- Albatros D.I
- Junkers D.I
- Fokker E.I
- Halberstadt D.II
- Fokker D.VII
- Albatros D.II
- Albatros D.III
- Albatros D.V
- Pfalz D.XII
- Fokker Dr.I

### Reconocimiento y bombardeo
- AEG G.I
- AEG G.II
- AEG J.I
- Albatros B.I
- Albatros B.II
- Gotha G.V
- Zeppelin Staaken R.VI